# Мисливченко Олександр Григорович
Олександр Григорович Мисливченко (23 вересня 1924, Суми — 13 січня 2025) — радянський та російський філософ, фахівець з історії зарубіжної та вітчизняної філософії, філософської антропології та політичної філософії, доктор філософських наук, професор. Виступив основоположником досліджень історії філософії у Швеції, Данії, Норвегії та Фінляндії. З 1958 року працює в Інституті філософії АН СРСР (потім РАН), де в 1973—1990 роках обіймав завідувачем сектору. Одночасно у 1973—2004 роках працював професором філософського факультету МДУ.

## Життєпис
Олександр Мисливченко народився 1924 року в селі Віри нинішньої Сумської області, за іншими даними в Сумах. На початку німецько-радянської війни закінчив середню школу і вступив до Харківського авіаційного інституту. Разом з інститутом евакуювався до Казані, звідки був призваний до лав Червоної армії. У лютому 1943 року закінчив Московську школу радіофахівців і був направлений до діючої армії на фронт. Був нагороджений медаллю «За відвагу» за те, що «…він у боях за плацдарм на правому березі Дніпра восени 1943 року, весь час перебуваючи на НП, під обстрілом та авіабомбуванням організував безперебійний зв'язок з дивізіонами та штабом полку, вмілою роботою перекриваючи дальності, які значно перевищують інструктивні дані радіостанції».
12 жовтня 1944 року разом із розвідниками вийшов у район висоти 496, де під кулеметним і рушничним вогнем противника передав команду наказ вдарити по контратакуючій піхоті на висоті 496. Залпом 1/97 ГМП о 17:30 було відбито контратаку, знищено 50 гітлерівців та дві кулеметні точки з розрахунком. Противник залишив висоту 496. Відважна робота командира відділення радіо. Мисливченко, який забезпечував зв'язок НП та ПНП із дивізіонами, сприяла бойовому успіху полку в Карпатській операції. 10 листопада 1944 року був нагороджений орденом «Червона Зірка».
З березня по вересень 1945 року служив у 97-му гвардійському мінометному полку на 2-му Українському фронті як командир відділення радіозв'язку управління полку. Брав участь у боях на Курській дузі, у Корсунь-Шевченківській та Яссько-Кишинівській операціях, звільненні Угорщини та Румунії. Закінчення бойових дій зустрів на переформуванні під Балашихою. У складі зведеного полку 2-го Українського фронту брав участь у першому Параді Перемоги на Красній площі 24 червня 1945 року. Демобілізувався з армії наприкінці 1945 року.
У 1946 році вступив до Московського державного інституту міжнародних відносин. Після закінчення був направлений до МДБ СРСР, де працював у 1951—1953 роках. 1957 року закінчив аспірантуру на кафедрі філософія. З 1958 року працює в Інституті філософії Російської академії наук. Обіймав посаду завідувача сектору, пізніше провідного наукового співробітника. Він — автор понад 350 наукових праць з історії зарубіжної та вітчизняної філософії, філософської антропології та сучасних проблем політології. Поряд із науково-дослідною веде також педагогічну та військово-патріотичну роботу. Лікар філософських наук, професор.
Брав участь у ветеранському русі Москви.
Нагороджений орденами: Вітчизняної війни 2-го ступеня (1985), Червоної Зірки (1944).); медалями: «За відвагу», «За перемогу над Німеччиною», «Ветеран праці», іншими медалями та пам'ятними знаками.

## Наукові праці
Брав участь у написанні 6-томної «Історії філософії», був членом редакційної колегії та одним із авторів ювілейного наукового видання «Ленінізм та філософські проблеми сучасності» (1970). Один із авторів енциклопедії «Російська філософія» за редакцією Михайла Масліна.
- Диалектический и исторический материализм / [А. Г. Мысливченко, А. П. Шептулин, Н. И. Азаров и др.; Под общ. ред. А. Г. Мысливченко, А. П. Шептулина]. — 2-е изд., перераб. и доп. — М. : Политиздат, 1988. — 445, [1] с.; 21 см; ISBN 5-250-00244-7 (В пер.)
- «История философии» (в соавторстве)
Мысливченко А. Г. Глава IX. Философская и социологическая мысль в скандинавских странах в период домонополистического капитализма (вторая половина XIX в.) // История философии / Под ред. М. А. Дынника и др.. — М. : Изд-во Акад. наук СССР, 1959. — С. 571—596. — 45 000 екз.
Мысливченко А. Г. § 2. Нидерланды // Глава XV. Философская и социологическая мысль в Бельгии и Нидерландах в эпоху империализма (конец XIX — начало XX в.) / Под ред. М. А. Дынника и др.. — М. : Изд-во Акад. наук СССР, 1961. — Кн. История философии. — С. 640—648. — 37 000 екз.
Мысливченко А. Г. Швеция. Дания. Норвегия // Глава XVII. Философская и социологическая мысль в странах Северной Европы в условиях монополистического капитализма (конец XIX — XX в.) / Под ред. М. А. Дынника и др.. — М. : Изд-во Акад. наук СССР, 1961. — Кн. История философии. — 37 000 екз.
- Мысливченко А. Г. Исследование истории философии в скандинавских странах // Вопросы философии. — 1969. — № 8 (26 березня). — С. 181—184.
- Ленинизм и философские проблемы современности / Под общ. ред. М. Т. Иовчука (руководитель автор. коллектива) и В. В. Мшвениерадзе ; АН СССР. Ин-т философии. — М. : Мысль, 1970. — 652 с. — 20 000 екз.
  1. Мысливченко А. Г. Глава XIV. Философские проблемы человека // Ленинизм и философские проблемы современности / Под общ. ред. М. Т. Иовчука (руководитель автор. коллектива) и В. В. Мшвениерадзе ; АН СССР. Ин-т философии. — М. : Мысль, 1970. — С. 410—433. — 652 с. — 20 000 екз.
  2. Иовчук М. Т., Мысливченко А. Г. Заключение // Ленинизм и философские проблемы современности / Под общ. ред. М. Т. Иовчука (руководитель автор. коллектива) и В. В. Мшвениерадзе ; АН СССР. Ин-т философии. — М. : Мысль, 1970. — С. 638—649. — 652 с. — 20 000 екз.

Рецензия: Сафронова Е. А. Коллективный труд "Ленинизм и философские проблемы современности". — Вестник Академии наук СССР. — 1970. — № 1.
- Мысливченко А. Г. Философская мысль в Швеции: Основные этапы и тенденции развития. — Москва: Наука, 1972. — 264 с.; 20 см.
Рецензия: Haiko D. Sovietska monografia о dejinach filozofickeho myslenia vo Svedsku (Советская монография об истории философского мышления в Швеции) // Filozofia. Bratislava. 1972. N 6. (словац.)